# Сан Микеле ал'Адиђе
Сан Микеле ал'Адиђе (итал. San Michele All'Adige) је насеље у Италији у округу Тренто, региону Трентино-Јужни Тирол.
Према процени из 2011. у насељу је живело 2808 становника. Насеље се налази на надморској висини од 202 м.

## Становништво
Према резултатима пописа становништва 2011. у општини је живело 2.911 становника.
| 1931. | 1936. | 1951. | 1961. | 1971. | 1981. | 1991. | 2001. | 2011. |
| ----- | ----- | ----- | ----- | ----- | ----- | ----- | ----- | ----- |
| 1.334 | 1.249 | 1.356 | 1.531 | 1.745 | 1.922 | 2.072 | 2.399 | 2.911 |